# 1999 KE15
1999 KE15 är en asteroid i huvudbältet som upptäcktes den 18 maj 1999 av LINEAR i Socorro County, New Mexico.
Asteroiden har en diameter på ungefär 6 kilometer.